# Die Goldene
Die Goldene (Gold) (с нем. — «Золотой») — первый официальный альбом немецкой фолк-метал-группы In Extremo. Практически полностью состоит из старинных композиций, исполняемых на средневековых инструментах.

## История создания
Запись альбома произошла в 1996 году, когда In Extremo еще были разделены на две обособленные команды — так называемые фолк- и рок-фракции. Над альбомом работала только фолк-фракция, в которую на тот момент входили Михаэль Райн (вокал, цистра, барабан), Марко Жоржицки (волынка), Андре Штругала (волынка, арфа), а также Сен Пустербальг (волынка). Первая запись группы, выпущенная на кассете, получила неофициальное название In Extremo Gold, поскольку содержала исполнения «золотых» произведений средневековой сцены. Поначалу она продавалась на средневековых ярмарках и, по сути, являлась самиздатом, изготовленным группой кустарным образом. Однако в скором времени дело дошло и до записи и выпуска полноценного альбома на CD под названием Die Goldene.
Тираж альбома был относительно ограничен, и в скором времени его уже было невозможно найти в продаже. Лишь в 2006 году, к юбилею альбома и In Extremo, альбом был ремастирован и переиздан с двумя бонус-треками.
Большая часть композиций не содержит вокала, исполнена исключительно на средневековых инструментах, при этом альбом в основном состоит из средневековых и народных мелодий, адаптированных группой. Некоторые композиции написаны самими музыкантами. Кроме того, альбом содержит две первые рок-композиции In Extremo, предвещающие превращение группы в одного из пионеров фолк-метала.

Обложка альбома Die Goldene переиздания 2006 года.

## Список композиций
| №   | Название                            | Длительность |
| --- | ----------------------------------- | ------------ |
| 1.  | «Intro — Ecce Rex/Bandary»          | 8:02         |
| 2.  | «Pavane»                            | 2:52         |
| 3.  | «Schaf Ödä Nix Schaf»               | 3:14         |
| 4.  | «Tourdion»                          | 4:31         |
| 5.  | «Neva Ceng I Harbe»                 | 3:02         |
| 6.  | «Für Bo»                            | 2:36         |
| 7.  | «Quant Je Sui Mis Au Retour»        | 2:55         |
| 8.  | «Neunerle»                          | 3:05         |
| 9.  | «Lulbap/Como Poden»                 | 5:39         |
| 10. | «Villeman og Magnhild»              | 3:33         |
| 11. | «Villeman og Magnhild (Bonus 2006)» | 2:40         |
| 12. | «Lute (Bonus 2006)»                 | 2:51         |

- «Ecce Rex/Bandary» — мелодия из Ludus Danielis, французской литургической драмы XIII века. Содержит небольшое стихотворение, позднее вошедшее в композицию «Merseburger Zaubersprüche I» на альбоме Verehrt und Angespien.
- «Pavane» — инструментальный вариант паваны Belle qui tiens ma vie французского композитора XVI века Туано Арбо. Позднее в переработанном и «утяжелённом» варианте вышла на альбоме Verehrt und Angespien.
- «Schaf Ödä Nix Schaf» — балканская народная мелодия
- «Tourdion» — французская народная XIII в.
- «Neva Ceng I Harbe» — оттоманский военный марш Neva Çeng-i Harbi авторства Али Уфки-бея (XVI в.).
- «Quant Je Sui Mis Au Retour» — мелодия авторства французского композитора Гийома де Машо (XIV в.).
- «Lulbap/Como Poden» и «Villeman og Magnhild» — рок-композиции: первая является слиянием песен «Ai Vis Lo Lop» и «Como Poden» (провансальская народная XIV в. и кантига из сборника Cantigas de Santa Maria), а вторая — норвежская народная.

Переиздание 2006 года содержит также два бонус-трека — самую первую версию «Villeman og Magnhild», записанную ещё на кассету в 1996 году, а также новую композицию «Lute» авторства самих In Extremo.

## Дополнительная информация
- Композиция «Intro — Ecce Rex/Bandary» является самой длинной в истории группы (больше 8 минут).
- Название композиции «Schaf Ödä Nix Schaf» — отсылка к интересной истории. Рядом со студией, где записывали альбом, находилась закусочная, в которой работали турки. Эти турки, когда In Extremo заказывали у них кебаб, всегда интересовались на ломаном немецком — «Schaf Ödä Nix Schaf?» (Scharf oder nicht scharf?, что в переводе означает «Острый или не острый?», имея в виду соус)[2].
- Трек «Für Bo» — посвящение другу и коллеге Михаэля Райна, музыканту, погибшему в автокатастрофе в 1994 году[2].

## Состав записи
- Михаэль Райн — вокал, цистра
- Dr. Pymonte — волынка, шалмей, арфа, флейта
- Sen Pusterbalg — волынка, шалмей
- Flex der Biegsame — волынка, шалмей, флейта
- Thomas der Münzer — гитара
- Kay Lutter — бас-гитара
- Der Morgenstern — ударные